# أصيلة وردك
أصيلة وردك ناشطة أفغانية في مجال حقوق الإنسان، وناشطة نسائية، ودبلوماسية سابقة، وأول امرأة أفغانية تُنتخب عضو في لجنة حقوق الإنسان المستقلة التابعة لمنظمة التعاون الإسلامي. ورداك هي إحدى مؤسسي  شبكة المرأة الأفغانية [الإنجليزية]. عملت وزيرة مستشارة في بعثة أفغانستان لدى الأمم المتحدة. كما عملت رئيسةً لقضية حقوق الإنسان في وزارة الخارجية (أفغانستان) الأفغانية.
حضرت وردك في 7 يوليو 2019 محادثات الحوار الأفغاني الداخلي في الدوحة بأعتبارها عضوة في المجلس الأفغاني الأعلى للسلام. تلقت وردك أيضًا تهديدات عنيفة في عام 2019 بسبب نشاطها.
أصبحت وردك عضوًا في المجلس الاستشاري لقائمة مينا في عام 2020، وهي منظمة مكرسة للمشاركة السياسية للمرأة والمساواة.
أصبحت وردك زميلة في معهد هارفارد رادكليف في 2022-2023 وزميلة روبرت جي جيمس سكولار تركز على السياسة والتدريب. في 28 يوليو / تموز 2022، ظهرت وردك جنباً إلى جنب مع وزير الخارجية الأمريكي أنتوني ج. إطلاق آلية التشاور الأمريكية الأفغانية "التي كانت إيذانا بانطلاق آلية التشاور الأمريكية الأفغانية (يو إس سي إم).